# Grevillea repens
Grevillea repens là một loài thực vật có hoa trong họ Quắn hoa. Loài này được F.Muell. ex Meisn. miêu tả khoa học đầu tiên năm 1853.